# Професионална гимназия по селско стопанство „Хан Аспарух“
Професионална гимназия по селско стопанство „Хан Аспарух“ е средно училище в Исперих.
Намира се на адрес: шосе за с. Яким Груево. Има една учебна смяна – сутрин. Директор на училището е Сали Назиф.